# Streitkräfte des Vereinigten Königreichs
Die Streitkräfte des Vereinigten Königreichs (englisch British Armed Forces, zu deutsch wortwörtlich Britische bewaffnete Kräfte oder Britische Streitkräfte), im offiziellen Sprachgebrauch Streitkräfte Seiner Majestät (His Majesty’s Armed Forces) oder Streitkräfte der Krone (Armed Forces of the Crown), sind das Militär des Vereinigten Königreichs. Sie gliedern sich in drei Teilstreitkräfte und umfassen ungefähr 190.000 Soldaten. Zudem beschäftigen sie zivile Mitarbeiter. Oberbefehlshaber ist de jure der Monarch des Vereinigten Königreichs und de facto der Premierminister des Vereinigten Königreichs.
Großbritannien wurde 1952 die dritte Atommacht der Welt. Britische strategische Kernwaffen sind auf U-Booten der Royal Navy stationiert. Gegenwärtig sind es Boote der Vanguard-Klasse mit Interkontinentalraketen des Typs Trident, der von den USA entwickelt wurde. Großbritannien besaß 2021 rund 225 Atomsprengköpfe. Die britischen Atom-U-Boote sind im schottischen Faslane-on-Clyde stationiert.

## Geschichte

### Kriege

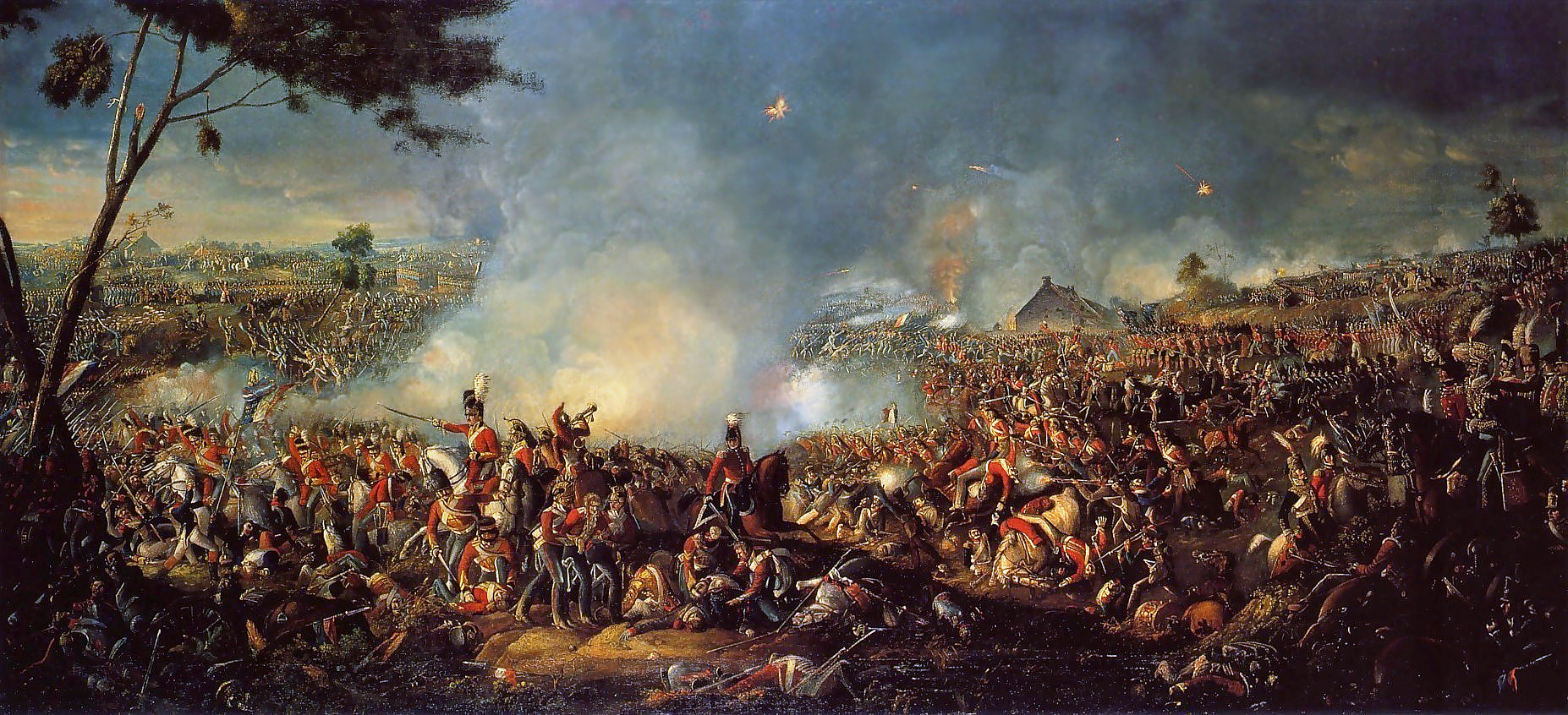
Britische Truppen in der Schlacht bei Waterloo 1815

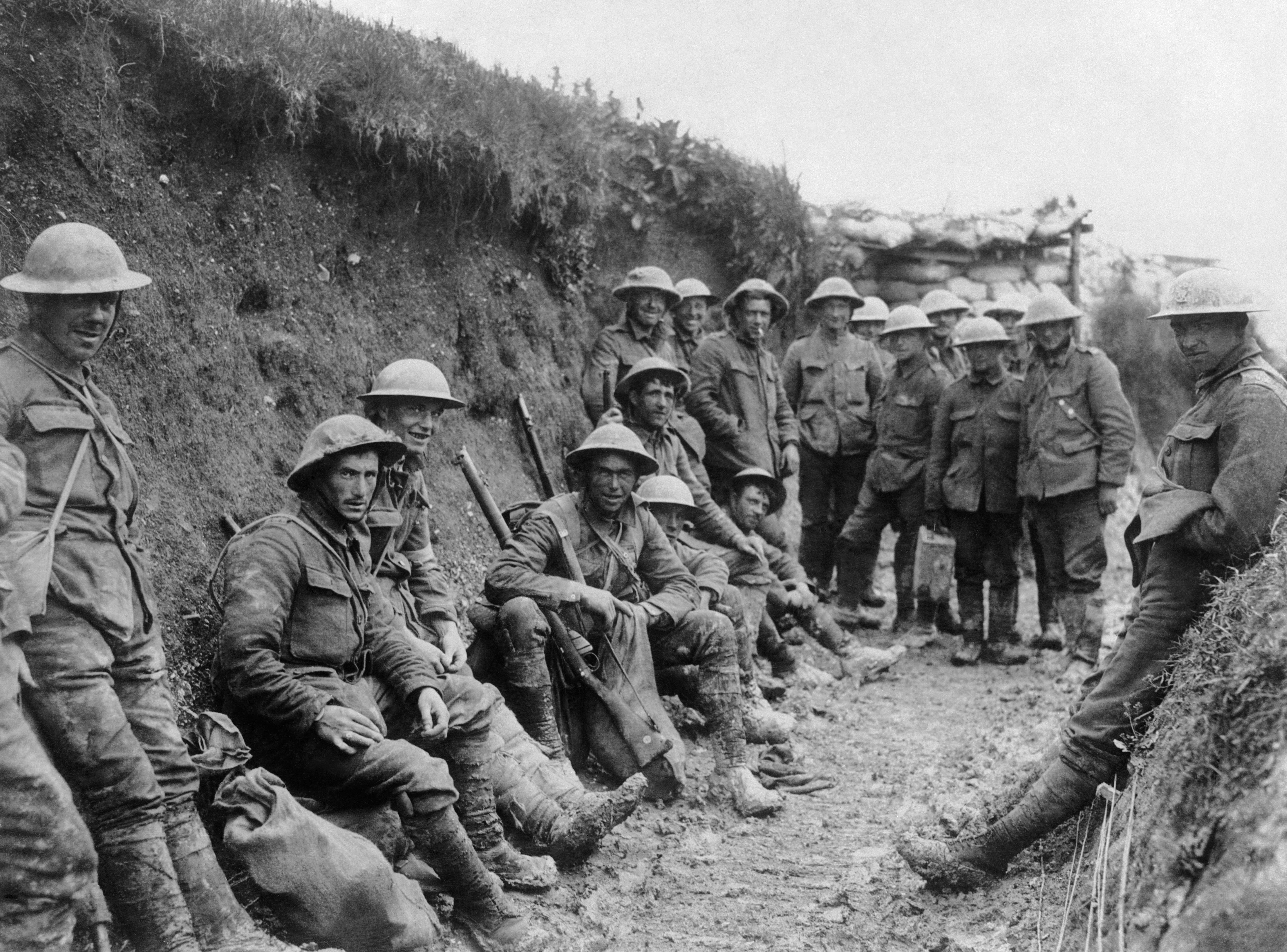
Einheiten der Royal Irish Rifles in der Schlacht an der Somme 1916

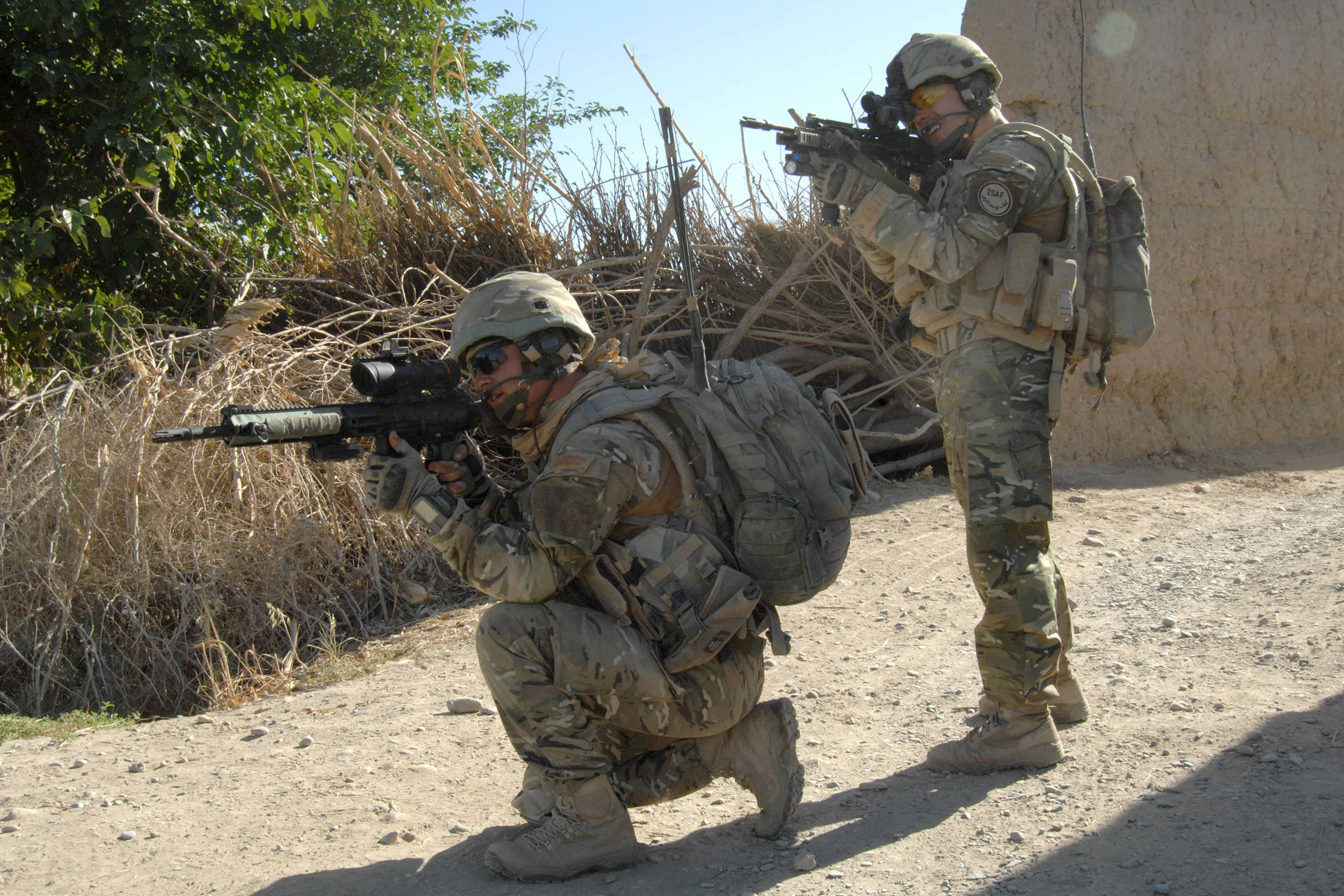
Royal Marines in Sangin, Afghanistan 2010

Das Vereinigte Königreich hat eine jahrhundertelange koloniale und imperiale Tradition mit der Stationierung von Soldaten auf allen Kontinenten der Welt. Großbritannien war zeitweise das größte Weltreich und umfasste ein Viertel der weltweiten Landmasse und Bevölkerung und war im 19. Jahrhundert die führende Seemacht. In den Streitkräften des Empire dienten regelmäßig auch viele Männer aus den britischen Kolonien.
Wichtigste Kriegsbeteiligungen seit der Entstehung des britischen Nationalstaates waren der Siebenjährige Krieg (1756–1763), die napoleonischen Kriege, der Amerikanische Unabhängigkeitskrieg (1775–1783), der Krimkrieg (1853–1856) und die beiden Weltkriege. Während des Zweiten Weltkriegs (1939–1945) dienten auch etwa zehntausend deutsche und österreichische Staatsbürger, die aus politischen oder rassischen Gründen aus ihrer Heimat flohen, in den britischen Streitkräften.
Britische Militäreinheiten und -berater sind heute vor allem in den ehemaligen Kolonien stationiert oder in internationalen Einsätzen aktiv.

### Institutionalisierung des Verteidigungsministeriums
Bis 1940 waren verschiedene Ministerien getrennt für militärische Angelegenheiten und für die Teilstreitkräfte zuständig. Das britische Verteidigungsministerium von heute entwickelte sich aus einem Provisorium im Zweiten Weltkrieg, das erst 1964 institutionalisiert wurde. Es vereinigte die Kompetenzen der Admiralty, des War Office und des Air Ministry.

### Überlastung
Die nationale Rechnungsprüfungsbehörde (National Audit Office) gab am 3. November 2006 einen Bericht heraus, demzufolge das Militär chronisch mit 2 bis 3 % unterbelegt sei. Das Operationstempo sei tendenziell zu hoch. Das Verteidigungsministerium entgegnete, es gebe Engpässe, wies eine Überdehnung der Streitkräfte aber von sich.

### Armed Forces Act 2006
Am 31. Oktober 2005 ratifizierte das britische Unterhaus den Armed Forces Act. Das Gesetz, das am 8. November durch die Unterschrift der Königin rechtskräftig wurde, fasste die Gesetzesbücher aller Streitkräfte zusammen und führte neue Gesetze ein.
Verbände der Streitkräfte wurden auch nach dem Zweiten Weltkrieg regelmäßig in Kampfeinsätze geschickt. Von 1968 bis 2015 fielen dabei jedes Jahr Soldaten; 2016 gab es keine Gefallenen.

## Auftrag
Die britischen Streitkräfte sind mit dem Schutz des britischen Mutterlandes sowie der Überseegebiete, der Durchsetzung britischer Sicherheitsinteressen und der Teilnahme an multinationalen Friedensmissionen beauftragt. Per definitionem betrachten sich die Streitkräfte des Vereinigten Königreichs als der internationalen Gemeinschaft verpflichtet.
Die britische Regierung bezeichnet die Einbindung in die
Strukturen der NATO als existenziell für ihre Verteidigungspolitik.

### Strategie
Im Juli 1998, ein Jahr nach dem Amtsantritt der neuen Labour-Regierung, veröffentlichte das Verteidigungsministerium des Vereinigten Königreichs ein strategisches Grundlagenpapier namens Strategic Defense Review (SDR), das die Verteidigungspolitik des Landes neu konzipierte. Diese Neuorientierung stand im Gegensatz zu zwei Vorgängerdokumenten namens Options for Change aus dem Jahre 1990 und Front Line First von 1994, die sich vor allem mit der Verkleinerung der Streitkräfte befassten. Im Jahre 2002 veröffentlichte das Verteidigungsministerium als Reaktion auf die Terroranschläge am 11. September 2001 eine Ergänzung zum Strategic Defence Review, das New Chapter, und gab im Jahr 2003 eine Erweiterung der SDR namens Delivering Security in a Changing World heraus.

## Organisation

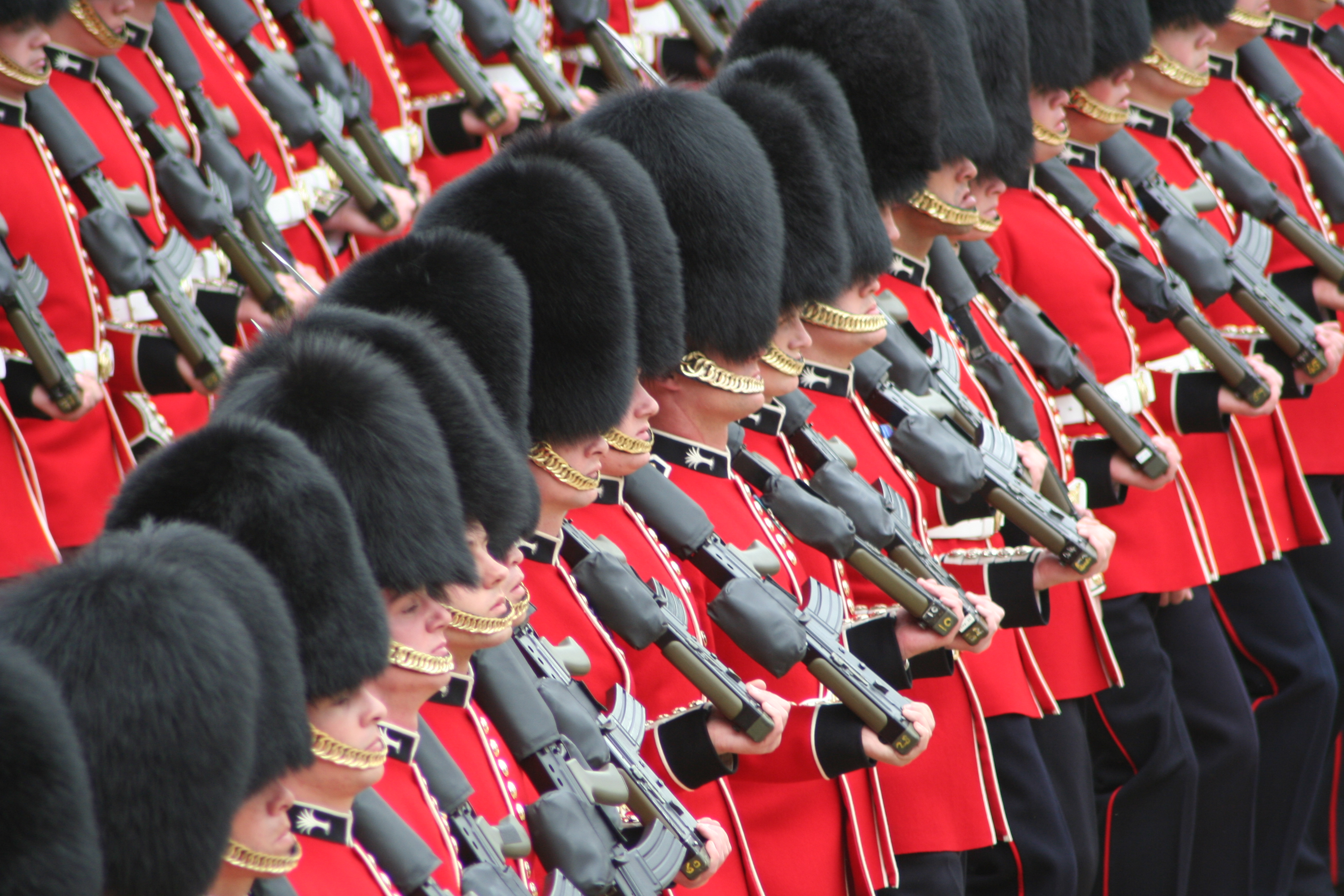
Eine Gardeeinheit der Welsh Guards in der typischen roten Paradeuniform beim jährlichen Trooping the Colour zu Ehren ihrer Oberbefehlshaberin, Königin Elisabeth II. (2007)

### Politisch-militärische Führung
Dem Westminster-System und britischer Rechtstradition zufolge ist der britische Premierminister, derzeit Keir Starmer, Oberbefehlshaber der Streitkräfte. Die alltägliche Ausgestaltung der Verteidigungspolitik übernimmt der Verteidigungsminister (Secretary of State for Defence), der ihn in Fragen der Verteidigung berät und ihn über den Zustand der Streitkräfte informiert. Das Verteidigungsministerium gliedert sich nicht, wie in den USA, nach Ressorts für die Teilstreitkräfte, sondern begreift die Streitkräfte als politische Einheit, mit deren Verwaltung einzelner organisatorischer Aspekte fünf Staatssekretäre (offiziell: je nach Ressort Minister oder Under Secretary) beauftragt sind.
Der Verteidigungsminister wird vom fünfköpfigen Generalstab des Vereinigten Königreiches (Chiefs of Staff) beraten, in dem alle Teilstreitkräfte vertreten sind. Der Generalstab leitet Anweisungen und Befehle der Politik über die militärischen Kommandostränge an die Adressaten weiter.

### Generalstab
Die drei Stabschefs der Teilstreitkräfte, der Vorsitzende sowie sein Stellvertreter bilden den Generalstab der Streitkräfte des Vereinigten Königreiches, Chiefs of Staff genannt.
| Posten                                    | Rang und Name                                |
| ----------------------------------------- | -------------------------------------------- |
| Chief of the Defence Staff (Vorsitzender) | Admiral Sir Tony Radakin (RN)                |
| Stellvertretender Vorsitzender            | General Dame Sharon Nesmith (RN)             |
| Chief of the General Staff                | General Sir Roland Walker (BA)               |
| First Sea Lord and Chief of Naval Staff   | Admiral Sir Ben Key (RN)                     |
| Chief of the Air Staff                    | Air Chief Marshal Sir Richard Knighton (RAF) |

## Teilstreitkräfte

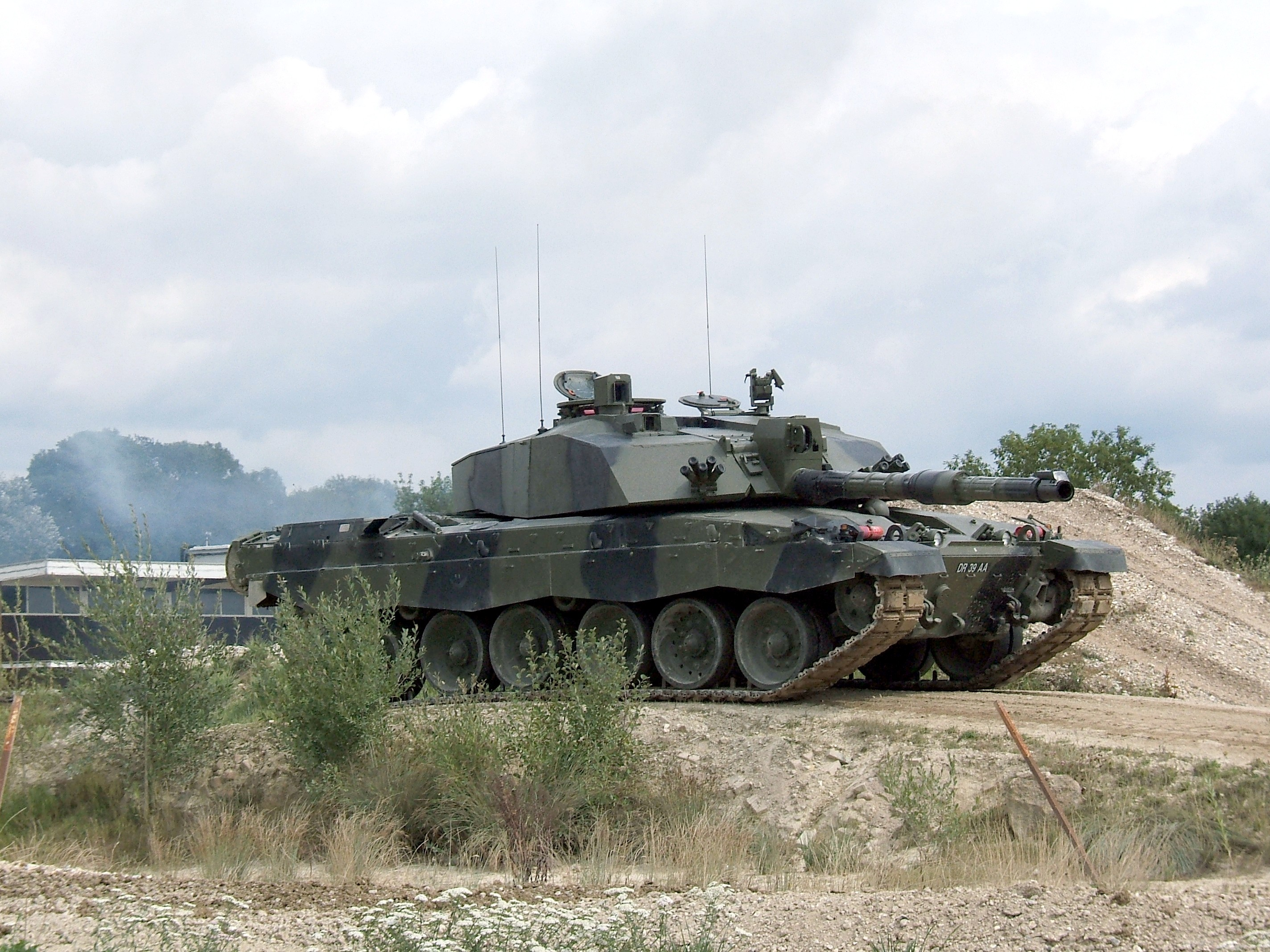
Challenger 2

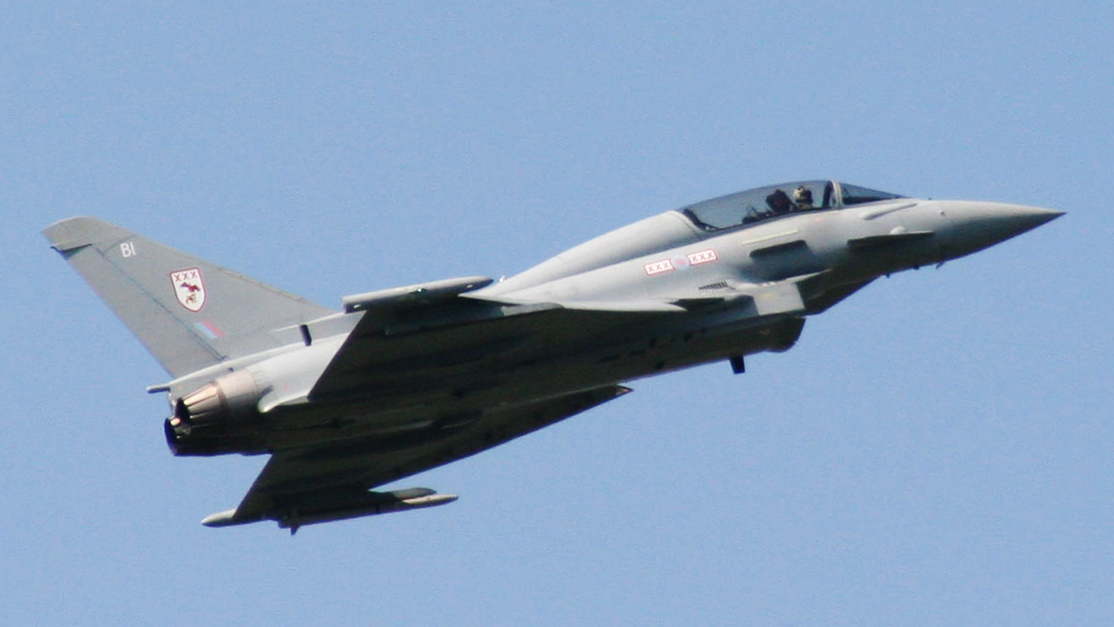
Eurofighter Typhoon

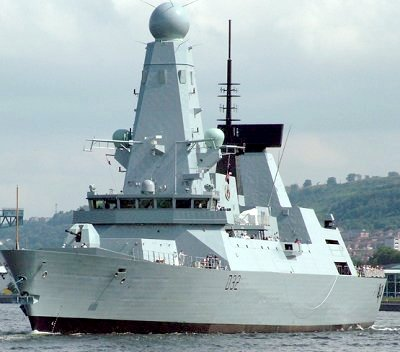
Zerstörer HMS Daring

### Heer
Die größte Teilstreitkraft ist die British Army. Sie wird bei Bedarf von der „Army Reserve“ unterstützt.
Sie hatte 2010 eine Sollstärke von 102.000 Soldaten und inzwischen (Stand 2023) von 82.000 Soldaten. Sie hatte 2024 213 Kampfpanzer vom Typ Challenger 2 und 238 Artilleriegeschütze. Der Challenger 2 wurde 1994 bis 2002 ausgeliefert. Seine Kanone ist veraltet; die im Leopard 2 A6 eingebaute 120-mm-Glattrohrkanone L/55 ist wesentlich durchschlagskräftiger.

### Luftwaffe
Die Royal Air Force hat eine Stärke von ca. 34.000 Mann (Stand 2023) und ist mit 664 Flugzeugen und 276 Hubschraubern (Stand 2024) ausgerüstet. Sie verfügt über 41 Kampfflugzeuge vom Typ Panavia Tornado, 154 Eurofighter Typhoon und 90 BAE Hawk. Derzeit schafft die Royal Air Force zudem die Lockheed Martin F-35 an.
Die letzten SEPECAT Jaguar wurden im April 2007 durch den Eurofighter Typhoon ersetzt.

### Marine
Die Royal Navy ist mit 34.000 Mann und 65 Kriegsschiffen eine der größten Marinen der Welt. Im Bestand der Royal Navy gibt es unter anderem vier U-Boote mit nuklearen ballistischen Interkontinentalraketen der Vanguard-Klasse, acht Zerstörer und 17 Fregatten sowie seit 2019 wieder zwei Flugzeugträger.
Von den drei Teilstreitkräften ist die Royal Navy seit der Strategic Defence Review 1998 am stärksten von Einsparungen betroffen. So wurde unter anderem die Anzahl der Fregatten und Zerstörer von 35 auf 25 und der Minenjagdboote von 25 auf 16 reduziert. Auch die U-Boot-Flottille wird mittelfristig von elf auf sieben Jagd-U-Boote verkleinert. Mehrjährige Verzögerungen bei mehreren Rüstungsprojekten, darunter den Flugzeugträgern der Queen-Elizabeth-Klasse und den U-Booten der Astute-Klasse, führen zudem dazu, dass einige Schiffe deutlich über ihr geplantes Einsatzalter hinaus eingesetzt werden müssen. Lediglich die Kapazitäten der amphibischen Einheiten wurden mit insgesamt sieben neuen Landungsschiffen seit 1997 erhöht.
Besondere Beachtung in der Öffentlichkeit fand, im Zusammenhang mit der Sparpolitik, die Außerdienststellung der Invincible 2005. Kritiker warfen der Regierung vor, durch die vorzeitige Außerdienststellung des 2003 runderneuerten Flugzeugträgers die hohen Kosten für den Irak-Krieg ausgleichen zu wollen.

## Budget
Im Haushaltsjahr 2025/26 betrug das Budget des Vereinigten Königreiches £59,8 Mrd. GBP. In der Frühjahrserklärung 2025 kündigte die Regierung eine weitere Erhöhung des Verteidigungshaushaltes 2025/26 auf £62,0 Mrd. GBP an.
Das UK gab im Jahr 2024 laut einer Berechnung des SIPRI umgerechnet $ 81,8 Mrd. (Kaufkraftparität und Wechselkurse des Jahres 2024) für seine Streitkräfte aus. Damit hatte das UK den sechstgrößten Verteidigungshaushalt der Welt. Gegenüber 2015 war dies eine 23-prozentige Realsteigerung. Der Anteil am Bruttoinlandsprodukt nach NATO-Definition im Jahr 2024 betrug 2,33 %.
Dieser in Relation zur Truppenstärke sehr hohe Etat ist durch die außerordentlich kostspieligen Beschaffungsprojekte, die seit der Jahrtausendwende in Großbritannien zur Beschaffung anstehen, begründet (u. a. 232 Eurofighter, 150 Joint Strike Fighter, 2 Flugzeugträger, 6 Zerstörer der Daring-Klasse, 7 nuklear getriebene U-Boote). Zudem sind die britischen Streitkräfte weltweit in vielen Einsätzen aktiv und verfolgen eine Modernisierung ihres Nuklearwaffenarsenals.
Bei der Berechnung der tatsächlich getätigten Verteidigungsausgaben unternahm das Verteidigungsministerium zur Jahrtausendwende eine zweischrittige Umstellung seiner Bilanzierungspraxis. Bis zum Haushaltsjahr 1998–99 bilanzierte es nach dem Rückstellungsprinzip, bis es im April 1999 die Umstellung auf die Rechnungsabgrenzung in einem hauseigenen Verfahren namens Resource Accounting and Budgeting vorbereitete. Diesen Schritt erachtete das Verteidigungsministerium wegen seiner Substanzlastigkeit als notwendig.

## Auslandsstützpunkte
Die Streitkräfte unterhalten zudem etliche Militärbasen im Ausland. Hierzu gehörten mehrere Basen in Deutschland mit insgesamt 20.000 Soldaten. Nach dem Abzug im Jahr 2019 verbleiben noch etwa 750 britische Soldaten in Deutschland, darunter insbesondere Verbindungsoffiziere, Spezialisten auf den NATO-Übungsplätzen, in einem Depot in Mönchengladbach und Flusspioniere in Minden. sowie im Raum Sennelager stationiert bleiben und der Truppenübungsplatz Senne weiter genutzt wird. Zwei britische Hoheitsgebiete auf Zypern mit etwa 7.000 Soldaten wurden aufgelöst. Außer den USA hat kein Staat mehr Soldaten im Ausland stationiert als das Vereinigte Königreich.
Im Dezember 2010 waren 67.000 britische Soldaten im Ausland stationiert, darunter etwa 9.500 im Krieg in Afghanistan. Im Dezember 2007 waren etwa 4.500 britische Soldaten im Irak.
Rund 9.100 britische Soldaten waren 2023 außerhalb Großbritanniens und auf Gibraltar stationiert.